# 神崎博愛
神崎 博愛（かんざき ひろちか、1908年（明治41年）4月16日 - 1986年（昭和61年）8月25日）は、日本の農業経済学者。京都大学名誉教授。専門は農業経営学で、農家家計経済、農村社会学的日本農民論、近代経済学的農業経営論を主に研究。農学博士。

## 人物
鹿児島県姶良郡清水村（現：霧島市）の後の国分清水地域出身。鹿児島県立加治木中学校 (旧制)を経て、1931年（昭和6年）3月に第五高等学校 (旧制)理科甲類卒業。1934年（昭和9年）3月に京都帝国大学農学部農業経済学科を卒業し、同年9月より朝鮮総督府技手。旧制五高・京大在学中は学生野球選手で、京大では関西六大学リーグ優勝を経験。1940年（昭和15年）京都帝国大学農学部教務嘱託、同年7月京都帝国大学農学部助手就任、1941年（昭和16年）3月京都帝国大学農学部講師嘱託。日中戦争・太平洋戦争で二度応召。1944年（昭和19年）10月京都帝国大学農学部助教授就任。1953年（昭和28年）4月滋賀県立農業短期大学教授に就任。論文「農家家計経済の理論と計測」により、1954年（昭和29年）農学博士（京都大学より博士号授与）。
1958年（昭和33年）11月京都大学農学部教授に就任（農業経営学講座）。農業簿記研究施設教授併任。1968年（昭和43年）4月から3年間、農業簿記研究施設長を兼任。1972年（昭和47年）3月京都大学教授を定年退官。1974年（昭和49年）6月11日付で同名誉教授。
農業経営者の立場から農業経営学の数量化と経営管理の計画化を推し進めた。また、ヨハン・ハインリヒ・フォン・チューネンについて研究し『孤国論物語』を著した。